# Family Research Institute
Das Family Research Institute (FRI), früher bekannt als Institute for the Scientific Investigation of Sexuality (ISIS), ist eine US-amerikanische evangelikal religiöse Organisation. Sie ist eine Non-Profit-Organisation mit Sitz in Colorado Springs, Colorado.

## Ziele
Selbsterklärte Mission ist es "…to generate empirical research on issues that threaten the traditional family, particularly homosexuality, AIDS, sexual social policy, and drug abuse" (…die empirische Forschung zu Fragen, die die traditionelle Familie bedrohen, zu fördern. Bedrohungen sind insbesondere Homosexualität, AIDS, sexuelle Sozialpolitik und Drogenmissbrauch). Die FRI ist der Christliche Rechte zuzurechnen, die versucht, die politische Debatte in den USA zu beeinflussen. Das FRI strebt nach eigenen Worten danach "…to restore a world where marriage is upheld and honored, where children are nurtured and protected, and where homosexuality is not taught and accepted, but instead is discouraged and rejected at every level." (eine Welt zu erhalten, in der die Ehe hochgehalten und geehrt wird, in der Kinder gefördert und geschützt werden, und wo Homosexualität weder gelehrt noch akzeptiert, sondern auf jeder Ebene abgelehnt wird). Der Boston Globe berichtete, dass das Budget des FRI 2005 weniger als 200.000 US-Dollar betrug.
Die FRI wird vom Psychologen Paul Cameron geleitet. Dieser hatte an der University of Colorado at Boulder 1966 studiert. Cameron gründete das Institute for the Scientific Investigation of Sexuality (ISIS) im Jahre 1982. Daraus wurde später das FRI.

## Geschichte
1984 distanzierte sich die Nebraska Psychological Association von den Werken und Behauptungen Dr. Paul Camerons.
1986 lehnte die American Sociological Association (ASA) Camerons Wirken ab, vor allem betreffend der Soziologie.
Das FRI und seine Forschungsergebnisse wurden zitiert von mehreren Organisationen: American Family Association, Coral Ridge Ministries, Concerned Women for America, Americans for Truth About Homosexuality. Das Illinois Family Institute zitierte das FRI, hat dies jedoch aufgegeben.

## Beurteilung als Hassgruppe durch das SPLC
Das Family Research Institute wurde vom Southern Poverty Law Center als homophobe Hassgruppe eingestuft. Als Begründung wurden Camerons Forschungen angegeben, die vom wissenschaftlichen Standpunkt unter großer Kritik stehen. Das SPLC warf dem FRI fortgesetzte Dämonisierung der LGBT-Gemeinde vor.